# Marles-les-Mines
Marles-les-Mines é uma comuna francesa na região administrativa de Altos da França, no departamento de Pas-de-Calais. Estende-se por uma área de 4,55 km². Em 2010 a comuna tinha 5 587 habitantes (densidade: 1 227,9 hab./km²).